# Bohemian Rhapsody
|  | For filmen, se Bohemian Rhapsody (film) |
"Bohemian Rhapsody" er en sang af det britiske rockband Queen. Den er skrevet af Freddie Mercury til bandets album A Night at the Opera fra 1975. Sangen har intet omkvæd, men består i stedet af fire hoveddele: En ballade-del, en guitarsolo, en opera-agtig passage og en hård rock-del. På udsendelsestidspunktet var det den dyreste single, der nogensinde var lavet, og den er stadig en af de mest gennemarbejdede indspilninger i den populære musiks historie.
Da den blev udgivet som single, blev "Bohemian Rhapsody" en kommerciel succes, som lå øverst på den britiske singlehitliste i ni uger, og den havde solgt mere end en million eksemplarer i slutningen af januar 1976. Den blev efter forsangeren Freddie Mercurys død igen nummer et i 1991 og forblev det i fem uger. Dermed endte den med at blive Storbritanniens tredjemest sælgende single nogensinde. Den toppede også hitlisterne i flere andre lande, heriblandt Canada, Australien, New Zealand, Irland og Holland, hvilket hjalp den til at blive en af de bedst sælgende singler nogensinde. I USA blev sangens bedste placering oprindeligt i 1976 en niendeplads, men den vendte tilbage og nåede op som nummer to i 1992, efter at den havde været med i filmen Wayne's World, der genoplivede dens amerikanske popularitet. I oktober 2012 har den solgt mere end tre millioner digitale downloads i USA og er den ældste sang, der har nået dette antal. På både Spotify og YouTube har nummeret over 1 mia. afspilninger. 
Selvom anmeldelserne i starten var blandede, er "Bohemian Rhapsody" en af Queens mest populære sange. Rolling Stone har placeret sangen som nummer 163 på deres liste over "de 500 bedste sange nogensinde". I 2012 placerede "HotFor" sangen som nummer tre på deres liste over de 100 bedste sange, og sangen blev den højest placerede Queen-sang på listen. "Bohemian Rhapsody" toppede listen over 'Nationens yndlings nummer-et' i de sidste 60 år i en undersøgelse lavet af tv-stationen ITV, der sendte et program om dette den 15. juli 2012. Undersøgelsen blev lavet blandt den britiske befolkning, og sangen slog andre sange som Michael Jacksons "Billie Jean", Adeles "Someone like You" og Oasis' "Don't Look Back in Anger". Ved udgivelsen blev singlen støttet af en video, som mange kendere anser som værende banebrydende.

## Historie og indspilning
Freddie Mercury skrev det meste af "Bohemian Rhapsody" i sit hjem på Holland Road i Kensington i Vestlondon. Sangens producer, Roy Thomas Baker, mindedes, hvordan Mercury engang spillede ballade-delen fra starten af sangen på et klaver for ham: "Han spillede begyndelsen af sangen på klaver, derefter stoppede han og sagde, 'Og det er her opera-delen kommer ind!' Derefter tog vi ud for at spise aftensmad." Guitaristen Brian May fortalte, at bandet syntes, at Mercurys udkast til sangen var "fængslende og originalt og værd at arbejde med." Meget af Queens materiale blev skrevet i studiet, ifølge May, men "hele [denne sang] var i Freddies hjerne", inden de begyndte indspilningen. Musikforskeren Sheila Whiteley siger, at "titlen hænger meget sammen med datidens rock-ideologi, individualismen i bohemekunstnerens verden, med rapsodien der bekræfter de romantiske idealer i art rock." Da Judith Peraino kommenterede på bohemianismen, sagde hun: "Mercury tilsigtede (..) at [denne sang] skulle være en 'mock opera', noget uden for normen af rocksange, og den følger en bestemt operaagtig logik: Omkvæd med flere vokalspor vekslende med arie-agtige soloer, hvor følelserne er voldsomme, og handlingen er forvirrende."
Ifølge Chris Smith (en ven af Mercury og keyboard-spiller i Smile, forløberen for Queen, i en kort periode) begyndte Mercury at udvikle "Bohemian Rhapsody" allerede i slutningen af 1960'erne; Mercury plejede at spille dele af sange, han havde skrevet, ved klaveret, og et af hans stykker, blot kendt som "The Cowboy Song", indeholdt tekstdele, der kom med i den endelige version af "Bohemian Rhapsody", da den blev produceret mange år senere i 1975. Mere specifikt var det frasen "Mama.... just killed a man."
Indspilningen begyndte i Rockfield Studio 1 nær Monmouth den 24. august 1975 efter en tre ugers øveperiode i Herefordshire. Undervejs mens sangen blev til, brugte bandet yderligere fire studier (Roundhouse, SARM (East), Scorpion og Wessex). Ifølge nogle af bandets medlemmer forberedte Mercury sig mentalt på sangen på forhånd og instruerede bandet gennem hele forløbet. Mercury brugte et Bechstein koncertflygel, som han også spillede på i den tilhørende video og på den efterfølgende turné i Storbritannien. Den avancerede struktur i sangen betød, at den blev indspillet i flere forskellige sektioner, hvor man med et trommeslag sikrede, at alle lagene blev holdt synkroniseret.
May, Mercury og Taylor sang angiveligt deres vokaldele igen og igen i ti-tolv timer om dagen. Hele stykket tog omkring tre uger at indspille, og i nogle dele var der 180 separate overdubs. Da studierne på den tid kun rådede over 24-spors analoge bånd, var det nødvendigt at overdubbe de tre stemmer mange gange og "presse" dem sammen via en række del-mix i flere omgange. Slutresultatet bestod af et bånd, der var genbrugt otte gange. De forskellige båndstumper med de ønskede del-mix på skulle splittes op (klippes med barberblade og sættes sammen i den korrekte sekvens ved brug af tape. May mindedes, at han holdt et stykke op for lyset, og at han kunne se gennem det, fordi de havde indspillet så intensivt.
Producer Baker mindedes, at Mays guitarsolo blev lavet på bare ét spor frem for på flere spor. May sagde, at han ønskede at komponere "en lille melodi, der ville blive et modspil til hovedmelodien; jeg ønskede ikke blot at spille melodien". Guitaristen sagde, at de bedste stykker, han har lavet, blev frembragt ved denne arbejdsmetode, hvor han tænkte på melodien, før han spillede den: "fingrene har det med at være forudsigelige, med mindre de bliver styret af hjernen."

## Komposition og analyse
Sangen består af seks dele: Indledning, ballade, guitarsolo, opera, hård rock og afslutning. Denne struktur med klart markerede ændringer i stil, lyd og tempo var unormal for rockmusik. En forløber for denne struktur var brugt af bandet i "My Fairy King" og "The March of the Black Queen".

### Indledning (0:00–0:49)
Sangen begynder med et "lydtapet" i en a cappella-indledning i B-dur og 4/4 lavet som en flersporsoptagelse kun af Mercury, selvom videoen viser alle fire medlemmer, der mimer til denne del. Lyrikken stiller spørgsmålstegn ved, om livet er "virkeligt" eller "bare en fantasi", inden den konkluderer at der ikke er "nogen mulig flugt fra virkeligheden."
Efter 14 sekunder intoneres flyglet, og Mercurys vokal veksler med de andre vokaldele. Fortælleren introducerer sig selv som "bare en stakkels dreng", men erklærer, at han "ikke har behov for medfølelse", for "hvad der kommer let, går let" ("easy come, easy go"); en kromatisk bevægelse op og ned på "easy come, easy go" fremhæver den drømmeagtige fornemmelse. Slutningen af denne del er markeret med introduktionen af bassen og det gennemgående krydshåndede klaverostinat i B-dur.

### Ballade (0:49–2:35)
Klaverets B-durs-ostinat sammen med Deacons basguitar fungerer som begyndelse på denne del af sangen. Efter to gennemspilninger af temaet sætter Mercurys vokal ind. Gennem hele denne del udvikler sangdelen sig fra en blødt sunget harmoni til en følelsesladet solosang af Mercury. Heri fortæller hans figur til sin mor, at han lige har "dræbt en mand" med "en pistol mod hans hoved" og ved at gøre dette har smidt sit liv væk. Denne "bekendelsesdel", forklarer Whiteley, "bekræfter den omsorgsfulde og livgivende kraft af det feminine og behovet for syndsforladelse." Den kromatiske basgang foretager en modulering til E♭-dur og underbygger fornemmelsen af desperation. Det er på dette tidspunkt (1:19), at Taylors trommer træder ind (med 1-1-2-rytmen, som også kendes fra "We Will Rock You" i balladeudgave), og fortælleren foretager for anden gang en bøn til sin mor i den ændrede toneart, idet det gennemgående tema genbruges. Fortælleren udtrykker anger over at "gøre dig ked af det" og anmoder sin mor om at "fortsætte som om intet egentlig er sket" ham. En kort, nedadgående variation i klaver-ostinatfrasen forbinder til to gentagelser af ostinaten i B♭-dur en gang til, hvilket indvarsler sangens andet vers. 
Idet balladen forsætter i andet strofe, udtrykker fortælleren, hvor træt og nedslået, han er, af sine gerninger (May falder ind på guitar og efterligner klaverets øverste stemme efter 1:50). May efterligner et klokketræ under linjen "sender rystelser gennem kroppen" ("sends shivers down my spine") ved at spille på strengene på sin guitar på den "forkerte" side af guitarens stol. Fortælleren siger farvel til verden ved at bebude, at han skal gå og forbereder sig på at "se sandheden i øjnene" og indrømmer "Jeg vil ikke dø / somme tider ville jeg ønske, at jeg slet ikke var blevet født" ("I don't want to die / I sometimes wish I'd never been born at all"). Her begynder guitarsoloen, der efterhånden foretager en modulering med en hurtig serie af basnedgange, der bringer tonearten ned til A-dur og lægger op til "opera"-delen.

### Guitarsolo (2:35–3:03)
Idet Mercury synger den tonemæssigt stigende linje "I sometimes wish I'd never been born at all", stiger musikken i intensitet, hvilket fører frem til en guitarsolo spillet og komponeret af May. Soloen fungerer som bro mellem balladen og opera-delen. Intensiteten fortsætter med at stige, men da basgangen afslutter sin nedgang og markerer den nye toneart, stopper musikken brat ved 3:03, undtagen en dæmpet, staccato ottendedelsnode med tonen A på flyglet.

### Opera-delen (3:03–4:07)
En hastig serie af rytmiske og harmoniske ændringer introducerer en opera-agtig mellemsektion, der indeholder størstedelen af den gennemarbejdede flerspors-vokal, der beskriver fortælleres nedstigning til helvede. Idet den underliggende puls i sangen fastholdes, varieres dynamikken meget fra takt til takt, fra udelukkende Mercurys stemme akkompagneret af flygel til et flerstemmigt kor, der akkompagneres af tromme, bas, klaver og pauke. Koreffekten blev skabt ved at lade May, Mercury og Taylor synge deres vokaldele kontinuerligt i ti til tolv timer om dagen, hvilket resulterede i 180 selvstændige spor, der blev overdubbet. Disse overdubs blev kombineret til det endelige resultat via en række del-mix. Ifølge Roger Taylor kunne Mays, Mercurys og hans egne stemmer tilsammen skabe en stor vokal spændvidde: "Brian kunne komme ret langt ned, Freddie havde en kraftfuld stemme i midten, og jeg var god til de høje dele." Bandet ville skabe "en lydmur, der startede dybt og gik hele vejen op." Bandet bruge en klokke-effekt under teksterne "Magnifico" og "Let me go". Endvidere holder Taylor med den høje stemme sin tone lidt længere end de andre på "Let me go".
I teksten til denne del refereres der til en række klassiske figurer og begreber, herunder Scaramouche, fandango, Galileo Galilei, Figaro og Bismillah, mens rivaliserende grupper kæmper om fortællerens sjæl. Peraino kalder denne sekvens både en "komisk rettergang og et overgangsritual (...) et kor anklager, et andet forsvarer, mens helten beskriver sig selv som ydmyg, men listig." Sangens indledning bliver parafraseret med den kromatiske bevægelse op og ned på "I'm just a poor boy, nobody loves me." Denne del slutter med koret for fuld udblæsning med teksten "Beelzebub has a devil set aside for me!" på en B-durs-blokakkord. Roger Taylor kroner den sidste akkord med en falset B-tone i femte oktav.
Ved at bruge den 24-sporteknologi, der var tilgængelig på det tidspunkt, tog det tre uger at færdiggøre opera-delen. Producer Roy Thomas Baker sagde: "Hver gang Freddie fandt på et endnu et 'Galileo', satte jeg endnu et stykke bånd på rullen." Baker mindes, at de blev med at slide båndene op, hvilket betød de skulle lave en række overførsler.

### Hård rock (4:07–4:56)
Opera-delen fortsætter over i et aggressivt hård rock/heavy metal-mellemspil med et guitarriff skrevet af Mercury. Efter 4:15 synger Mercury på to spor en vred tekst til en uspecificeret "dig", som han anklager for forræderi og misbrug og insisterende "du kan ikke gøre det mod mig, baby" - hvilket kan opfattes som et flashback til bestemte begivenheder, der førte til den tidligere ballade-del ("just killed a man"). Tre stigende guitar-forløb følger, hvorefter Mercury spiller et tilsvarende B-skalaforløb på flyglet, mens sangen bygger op til finalen med et ritardando. 

### Afslutning (4:56–5:55)
Efter Mays stigende oktaver af noder fra en mixolydisk B-skala (sammensat af toner fra E♭-durskalaen) vender sangen tilbage til tempoet og formen fra indledningen, først i E♭-dur, inden det hurtigt skifter til C-mol og herfra via en kort, hektisk serie af modulationer tilbage igen til C-mol, som bruges i det sidste "nothing really matters"-afsnit. En guitar akkompagnerer omkvædet "ooh, ooh yeah, ooh yeah." Der spilles en melodi på guitar indspillet på to spor gennem en speciel forstærker, kaldet "Deacy Amp" efter John Deacon. Mercurys tekstlinje "Nothing really matters..." - "det er altsammen ligemeget" - optræder igen, "vugget af en let flygelarpeggio, der antyder både resignation (mol-tonalitet) og en ny form for frihed i det vokale spænd." Efter at linjen "Nothing really matters" er gentaget mange gange, slutter sangen til sidste i tonearten E♭-dur. Ifølge musikforskeren Judith Peraino tilføjer dette sidste afsnit "et lag af kompleks modstand over for den charmerende subversion af macho-rock'n'roll, der er i sangen forinden." Denne modstand er opnået gennem det "bohemiske holdning om en identitet, der involverer en selvopfattelse, der nødvendigvis må kunne ændres ("Any way the wind blows")". Den sidste linje "Any way the wind blows" - "hvorend vinden blæser hen" - rundes af med en afdæmpet lyd af en stor tam-tam, der omsider udløser den spænding, der er bygget op gennem hele sangen.

## Kontekst
The New York Times kommenterede, at "sangens mest tydelige særpræg er den fatalistiske tekst". Mercury afviste at forklare sin komposition udover at sige, at den handlede om forhold; bandet gemmer stadig på sangens hemmelighed. Brian May bakker op om forslag om, at sangen indholder slørede henvisninger til Mercurys personlige traumer. Han mindedes det sådan: "Freddie var en meget kompleks person: useriøs og sjov på overfladen, men han gemte på usikkerheder og problemer i at se sit liv i øjnene på baggrund af sin barndom. Han forklarede aldrig teksten, men jeg tror, han lagde meget af sig selv i sangen." May siger dog også, at bandet var blevet enige om, at kernen i teksterne var et privat anliggende for komponisten. I en BBC Three-dokumentarfilm om tilblivelsen af "Bohemian Rhapsody" fastholder Roger Taylor, at den egentlige mening med sangen er "nærmest selvforklarende, med bare en lille smule nonsens i midten."
Det er en af den slags sange, der har sådan en fornemmelse af fantasi omkring sig. Jeg synes bare, at folk skal lytte til den, tænke over den og så finde ud af hvad den siger dem... "Bohemian Rhapsody" kom ikke bare ud af det blå. Jeg lavede lidt undersøgelser, selvom den var humoristisk og parodi på en opera. Hvorfor ikke?
Men da bandet udgav en "Greatest Hits"-kassette i Iran, fulgte der en folder på persisk med indeholdende en oversættelse og forklaringer (henviser til en bog, der er udgivet i Iran med titlen "The March of the Black Queen" af Sarah Sefati og Farhad Arkani, der inkluderede en fuld biografi om bandet og samtlige tekster med persisk oversættelse (2000)). I forklaringen fastslår Queen, at "Bohemian Rhapsody" handler om en ung mand, der ved et uheld har slået nogen ihjel og, ligesom Faust, har solgt sin sjæl til djævelen. Natten før sin henrettelse anråber han "I guds navn" på arabisk: "Bismillah", og med hjælp fra engle får han igen sin sjæl fra Shaitan.
På trods af dette har både musikanmeldere og -forskere forsøgt at udlægge sangens tekst. Nogle tror, at teksten beskriver en selvmordstruet morder, der er hjemsøgt af dæmoner eller beskriver begivenheder lige før en henrettelse. Den sidste forklaring peger i retning af Albert Camus' roman Den fremmede, i hvilken en ung mand tilstår et impulsmord og får en åbenbaring inden sin henrettelse, som en mulig inspiration. Andre tror, at teksten kun var skrevet for at passe til musikken og ikke har en mening; Kenny Everett citerede Mercury for at hævde, at lyrikken simpelthen bare var "tilfældigt rimende nonsens".
Andre er af den opfattelse, at teksten var Mercurys måde at bearbejde med sine personlige problemer på. Musikforskeren Sheila Whiteley påpeger, at Mercury nåede til et vendepunkt i sit privatliv, det år han skrev "Bohemian Rhapsody". Han havde boet sammen med Mary Austin i syv år, men havde lige påbegyndt sit første homoseksuelle kærlighedsforhold. Hun foreslår, at sangen giver et indblik i Mercurys følelsesmæssige situation på det tidspunkt: "at bo med Mary ('Mamma', som i Mother Mary) og gerne ville slippe væk ('Mamma Mia let me go')."

## Udgivelse
Da bandet ville udgive singlen i 1975, sagde flere forskellige ledende pladeselskabsfolk til dem, at en sang på 5 minutter og 55 sekunder var for lang og aldrig ville blive et hit. Ifølge produceren Roy Thomas Baker omgik han og bandet denne holdning fra selskabet ved at spille sangen for Capital Radios DJ Kenny Everett: "vi havde kun en kopi på spolebånd, men vi fortalte ham, at han kun kunne få det, hvis han lovede ikke at spille det. 'Jeg spiller det ikke', sagde han, mens han blinkede..." Deres plan virkede - Everett drillede sine lyttere ved kun at spille dele af sangen. Lytternes krav om at høre sangen intensiveredes, da Everett spillede hele sangen i sit program 14 gange på to dage. Store mængder af fans prøvede at købe singlen den følgende mandag, men fik at vide af pladebutikkerne, at den endnu ikke var udgivet. Den samme weekend hørte Paul Drew, der stod for RKO-stationerne i USA, sangen på Everetts program i London. Det lykkedes for Drew at få en kopi af båndet med hjem, og han begyndte at spille den i USA, hvilket tvang Queens amerikanske pladeselskab, Elektra, til at handle. I et interview med Sound on Sound funderede Baker over det: "det var en besynderlig situation, hvor radiostationer på begge sider af Atlanten spillede et nummer, som pladeselskaberne sagde aldrig ville få spilletid!" Til sidst blev den uredigerede single udgivet med "I'm in Love with My Car" som B-side.
Sangen lå nummer et i Storbritannien i julen 1975 og forblev på denne position i ni uger.  "Bohemian Rhapsody" var det første sang nogensinde, der lå nummer et to gange i samme version, og det er også den eneste single, der har været nummer et i Storbritannien henover julen to gange i samme version. Den anden gang var efter dens genudgivelse (som dobbelt A-side med "These Are the Days of Our Lives") i 1991 efter Mercurys død, hvor den lå nummer et i fem uger.
På den anden side at Atlanten gik den også højt op på hitlisterne. I USA var singlen også en succes (omend det ikke var lige så succesfuld som i Storbritannien). Den originale single, der blev udgivet tidligt i 1976, opnåede en niendeplads på Billboard Hot 100, mens genudgivelsen i 1992 (timet så det passede sammen med sangens placering i den succesrige film Wayne's World) opnåede en andenplads. I et retrospektivt interview forklarede Anthony DeCurtis fra Rolling Stone sangens noget mindre succes på de amerikanske hitlister ved at sige, at "den er det mest typiske eksempel på den slags ting, der ikke ligefrem passer godt i USA". Imidlertid holdt den sig relativt længe på listen, i 24 uger, hvilket var med til at sikre, at sangen blev nummer 18 på listen over de største hits i 1976 - højere end nogle af de sange, der havde været nummer et det år. Singlen fik også guld for salg på over en million eksemplarer i USA. Det canadiske publikum tog bedre imod singlen, og den nåede førstepladsen på RPM-hitlisten den 1. maj 1976.

## Promoveringsvideo
Selvom nogle kunstnere allerede havde lavet videoklip til at ledsage sangudgivelser (heriblandt Queen selv, eksempelvis med "Keep Yourself Alive", "Seven Seas of Rhye", "Killer Queen" og "Liar", der alle havde haft såkaldte "pop promos", som de var kendt under på den tid), var det først efter succesen med "Bohemian Rhapsody", at det blev normal praksis fra pladeselskaberne at producere promoveringsvideoer til deres kunstneres singleudgivelser. Disse videoer var beregnet til at blive vist i tv-programmer, såsom BBC's Top of the Pops, uden det var nødvendigt, at kunstnerne selv skulle optræde i programmet. En promoveringsvideo gav også mulighed for, at kunstnerne kunne få deres musik spillet ledsaget af et visuelt udtryk efter deres eget ønske, frem for et udtryk skabt af dansere som Pan's People, der var faste deltagere i Top of the Pops. Ifølge May blev videoen produceret, sådan at bandet kunne undgå at skulle mime til sangen på Top of the Pops, da de ville have set ud til at mime forkert til sådan en kompleks sang. Han sagde også, at bandet vidste. at de skulle optræde i Caird Hall i Dundee på deres turné og derfor ikke ville kunne medvirke i programmet alligevel. Videoen hyldes for at have været med til at starte MTV-epoken.
Bandet havde kontrakt med et firma kaldet Trilion, der leverede sportsdækning for ITV. De fik fat i en af dette firmas lastbiler og fik den kørt ind til Elstree Studios, hvor bandet øvede til deres turné. Videoen blev instrueret af Bruce Gowers, der havde instrueret en video med bandets optræden på Rainbow Theatre i London i 1974, og den blev filmet af kameramanden Barry Dodd og den assisterende instruktør Jim McCutcheon. Videoen blev optaget på bare fire timer den 10. november 1975 og kostede omkring £4.500. Instruktøren sagde, at bandet var involveret i diskussionen af videoen og slutresultatet, og "var udtryk for et fællesskab til et vist punkt, men der var kun én leder".
Videoen indledes med et billede af de fire bandmedlemmer i næsten mørke, mens de synger a cappella-delen. Lyset blændes op, og billedet kryds-fader ind til et nærbillede af Freddie Mercury. Kompositionen af billedet er det samme som i Mick Rocks coverfotografi til deres andet album, Queen II. Fotoet, som var inspireret af et fotografi af skuespillerinden Marlene Dietrich, var bandets yndlingsbillede af dem selv. Videoen fortoner sig ind til dem, mens de spiller på deres instrumenter. I opera-delen af videoen skifter scenen tilbage til den stående position fra Queen II-billedet, hvorefter de igen spiller på scenen under hård rock-afsnittet. I de sidste sekunder af videoen er Roger Taylor afbildet uden tøj på overkroppen, mens han slår på tamtammen på samme måde som i varemærket for Rank Organisations Gongman, kendt i Storbritannien som åbningen i alle Ranks filmproduktioner.
Alle specielle effekter blev skabt under indspilningen, ikke under klipningen. De visuelle effekter af Mercurys ansigt, der mangedobles, mens det forsvinder væk (under den gentagne linje "go") blev lavet ved at lade kameraet filme en monitor, hvorved der blev skabt et visuelt feedback som en pendant til lydmæssigt feedback. Illusionen af et "vaffelmønster" blev skabt ved at bruge en særlig linse. Videoen var færdigklippet på under fem timer, fordi den skulle bruges den samme uge, som den blev optaget. Videoen blev sendt til BBC så hurtigt som muligt, efter den var færdig, og den blev udsendt første gang på Top of the Pops i november 1975. Efter at den havde ligget nummer et på hitlisten nogle uger, blev en ændret udgave af videoen lavet. Den tydeligste forskel var flammerne, der var lagt over introduktionen sammen med flere ændrede kameravinkler.

## Anmeldernes reaktion, hædring og eftermæle
Selvom sangen er blevet en af de mest hædrede i den populærmusikkens historie, var nogle af de første anmeldelser dårlige. Melody Maker skrev, at Queen "havde konstrueret så nogenlunde en vanvittig vrede hos Balham Amateur Operatic Society, der spiller Piraterne fra Penzance". Avisanmelderen Allan Jones hørte kun en "overfladisk imponerende pastiche" på operastilarter.
Ikke desto mindre vandt sangen flere priser og er blevet nyindspillet og parodieret af mange kunstnere. I 1977, blot to år efter udgivelsen, kårede British Phonographic Industry sangen som den bedste britiske single i perioden 1952-77. Den er ofte med på lister over de største sange og blev i 2002 kåret af Guinness Rekordbog som den bedste britiske single nogensinde. I 2004 placerede Rolling Stone sangen som nummer 163 på deres liste over de 500 største sange nogensinde. Sangen er også med på Rock and Roll Hall of Fames 500 sange der har formet rock and roll.
Sangen kom endvidere ind som nummer ti i BBC World Service-meningsmålingen, hvor man søgte at finde favoritsangen for hele verden. I 2000 blev den nummer to efter "Imagine" af John Lennon i en Channel 4-meningsmåling på tv over de 100 bedste hitliste-ettere. Det har været i top fem i den årlige hollandske "Top 100 Aller Tijden" siden 1977, og har været nummer et otte gange, hvilket er mere end nogen anden sang. I 1999 startede den årlige "Top 2000"-måling for at finde den bedste sang nogensinde. "Bohemian Rhapsody" har været nummer et alle gange på nær i 2005 og 2010, hvor den var nummer to.
I 2004 fik sangen plads i Grammy Hall of Fame. Fra og med 2004 er "Bohemian Rhapsody" den næstmest spillede sang på britisk radio, på klubberne og på jukeboxe samlet set efter Procol Harums "A Whiter Shade of Pale". Den 30. september 2006 blev det i programmet Radio 1 Chart Show, der blev sendt i forbindelse med BBC Radio 1's 40 års fødselsdag, offentliggjort, at "Bohemian Rhapsody" er den mest spillede sang på Radio 1 siden dens start. I 2004 var sangen en af første, som BBC Three lavede dokumentarprogrammer om i serien The Story of.... Programmet blev første gang sendt i december 2004 og fortalte historien om sangen, diskuterede dens baggrund og bragte Roger Taylor og Brian May med tilbage til et af de studier, hvor den blev indspillet.

### Wayne's World
Sangen fik fornyet popularitet i 1992 som en del af soundtracket til filmen Wayne's World. Filmens instruktør, Penelope Spheeris, var ikke vild med ideen om at brugen sangen, da den ikke passede rigtigt til hovedfigurerne, der var fans af mindre prangende hård rock og heavy metal. Men Mike Myers insisterede på. at sangen passede til scenen.
Da filmen havde premiere i 1992, var selv de "klassiske rock"-radiostationer holdt op med at spille den næsten seks minutter lange sang, ifølge musikforskeren Theoroe Gracyk. Han hævder, at ideen med at begynde afspilningen i midten af sangen efter "teksten, der giver sangens fortælling ... tvinger filmens publikum til at forholde sig til dens tilstedeværelse i scenen, uden 'kommentarerne' fra teksten." Det var især denne sang, der gjorde, at soundtracket til filmen blev et stort hit.
I kølvandet herpå blev en nye video udgivet, hvor der blev lavet en blanding af klip fra filmen og fra den originale Queen-video sammen med klip af koncerter med bandet. Myers var forfærdet over, at pladeselskabet havde blandet klip fra Wayne's World med Queens originale video, og frygtede, at dette ville gøre bandet sure. Han sagde, ad "de lige har pisset på en Picasso." Han bad pladeselskabet om at fortælle Queen, at videoen ikke var hans ide, og at han undskyldte til dem. Bandet sendte dog blot et svar, hvor de ganske enkelt sagde: "Tak fordi I brugte vores sang." Dette chokerede Myers, der sagde, at det burde have været ham, der havde sagt til Queen: "Tak fordi I overhovedet lod mig røre kanten af jeres tøj!"
Wayne's World-udgaven af videoen til "Bohemian Rhapsody" gav Queen deres hidtil eneste MTV Video Music Award for "Bedste video fra en film". Da de tilbageværende medlemmer, Brian May og Roger Taylor, gik på scenen for at modtage prisen, blev Brian May overstrømmet af følelser og sagde, at "Freddie ville være henrykt." I den sidste scene i videoen morfer billedet af bandet, der poserer fra den originale "Bohemian Rhapsody"-video over i et tilsvarende billede fra 1985, hvor de også poserer, et billede der blev brugt første gang i videoen til "One Vision". Denne genudgivelse (der sammen med "The Show Must Go On" begge fungerede som A-sider) blev nummer to i USA i 1992, 16 år efter, at den originale udgivelse havde opnået en niendeplads.

## Live
A cappella-åbningen var for kompleks at udføre live, så Mercury prøvede forskellige måder, hvorpå han kunne introducere sangen. Da sangen "Mustapha" blev en koncertfavorit, brugte Mercury ofte denne sangs a cappella-åbning, der var nemmere at gennemføre live, til "Bohemian Rhapsody", da den kun havde en stemme. Under Hot Space Tour og sommetider også andre gange spillede Mercury en klaverimprovisation (der basalt set var indledningen til "Death of Two Legs"), der sluttede med den første tone til sangen. Ofte sad Mercury ved sit klaver, når den forudgående sang sluttede, hvorpå han kom med en kort bemærkning og derpå begyndte at spille ballade-delen.
I begyndelsen, lige efter sangens udgivelse, gav operadelen i midten problemer for bandet. På grund af den heftige brug af mange indspilningsspor kunne den ikke gengives på scenen. Bandet have ikke nok pause mellem Shear Heart Attack- og A Night at the Opera-turneerne til at finde på en løsning, der kunne få det til at fungere live, så de opdelte sangen i tre afsnit, der blev spillet hver for sig i løbet af koncerten. Det indledende og det afsluttende ballade-stykke blev spillet som dele af et medley med "Killer Queen" og "March og the Black Queen", der kom til at ligge i stedet for opera- og hård rock-delene.
Fra og med A Day at the Races Tour i 1977 fandt bandet en holdbar måde at spille sangen på. Den indledende ballade blev spillet på scenen, og efter Brian Mays guitarsolo blev lyset dæmpet, hvorpå bandet forlod scenen, og operadelen blev spillet fra et bånd. En eksplosion af fyrværkeri efter Roger Taylors høje tone i det sidste "for me" var tegn til, at bandet vendte tilbage for at spille hård rock-delen og den afsluttende ballade. Queen spillede sangen i denne form helt frem til og med Magic Tour i 1986. Denne metode blev også brugt til Freddie Mercury Tribute Concert, hvor Elton John sang den indledende ballade, og efter den båndede operadel sang Axl Rose hård rock-delen, inden John og Rose sang den afsluttende ballade sammen som duet.
"Bohemian Rhapsody" blev spillet af Queen + Paul Rodgers på deres turneer, mens en video med Mercury blev vist. Klip fra Live at Wembley '86 blev brugt til turneen i 2005-06 og Montreal-koncerten fra 1981 blev brugt til Rock the Cosmos Tour. Som ved Queens andre turneer gik bandet ud af scenen under operadelen, hvorunder der blev vist en videohyldest til Freddie Mercury. Da hård rock-delen begyndte, blev lyset tændt igen, og hele bandet vendte tilbage til scenen, inklusiv Rodgers, der havde overtaget forsanger-rollen. Rodgers sang duet med en optagelse af Mercury til afslutningsdelen og gav publikum mulighed for at synge det sidste "Nothing really matters to me", mens Mercury på optagelsen bukkede for publikum. Rodgers gentog derefter linjen, og den sidste linje ("Any way the wind blows") blev udført med en sidste optagelse af Mercury, der smiler til publikum. Brian May kommenterede dette ved at sige de "skulle løse udfordringen med at få Freddie med på en måde, der gav ham sin retmæssige plads, uden at nedgøre Paul på nogen måde. Dette betød, at vi både var live og 'i nuet', samtidig med at vi var bevidste og stolte over vores fortid, som vi logisk set også skulle være."

## Hitlisteplaceringer
| Hitlister (1975-76)                              | Højeste placering |
| ------------------------------------------------ | ----------------- |
| Australien (Kent Music Report)                   | 1                 |
| Belgien (Ultratop 50 Flanderen)                  | 1                 |
| Canada Top Singles (RPM)                         | 1                 |
| Holland (Dutch Top 40)                           | 1                 |
| Holland (Single Top 100)                         | 1                 |
| Italien (Hit Parade Italia)                      | 22                |
| New Zealand (RIANZ)                              | 1                 |
| Norge (VG-lista)                                 | 4                 |
| Schweiz (Schweizer Hitparade)                    | 4                 |
| Spanien (AFE)                                    | 4                 |
| Storbritannien Singles (Official Charts Company) | 1                 |
| Sverige (Sverigetopplistan)                      | 18                |
| Sydafrika (Springbok Radio)                      | 2                 |
| Tyskland (Official German Charts)                | 7                 |
| USA Billboard Hot 100                            | 9                 |
| USA Cash Box                                     | 6                 |

| Hitlister (1991-92)                                                                                   | Højeste placering |
| --- | ----------------- |
| Australien (ARIA)                                                                                     | 5                 |
| Belgien (Ultratop 50 Flanderen)                                                                       | 6                 |
| Canada Top Singles (RPM)                                                                              | 18                |
| Canada Adult Contemporary (RPM)                                                                       | 36                |
| Frankrig (SNEP)                                                                                       | 15                |
| Holland (Dutch Top 40)                                                                                | 2                 |
| Holland (Single Top 100)                                                                              | 1                 |
| Irland (IRMA) Double A-side with "These Are the Days of Our Lives"                                    | 1                 |
| New Zealand (RIANZ)                                                                                   | 16                |
| Schweiz (Schweizer Hitparade)                                                                         | 8                 |
| Storbritannien Singles (Official Charts Company) Double A-side with "These Are the Days of Our Lives" | 1                 |
| USA Billboard Hot 100                                                                                 | 2                 |
| US Cash Box                                                                                           | 1                 |
| Østrig (Ö3 Austria Top 40)                                                                            | 8                 |

| Hitlister (2018-19)                               | Højeste placering |
| ------------------------------------------------- | ----------------- |
| Australien (ARIA)                                 | 17                |
| Belgien (Ultratop 50 Flanderen)                   | 3                 |
| Tjekkiet (Singles Digitál Top 100)                | 1                 |
| Canada (Canadian Hot 100)                         | 26                |
| Canadian Digital Song Sales                       | 6                 |
| Frankrig (SNEP Singles Téléchargés)               | 3                 |
| Frankrig (SNEP Megafusion)                        | 21                |
| Frankrig (SNEP Streaming)                         | 27                |
| Grækenland Internationale Digitale Singler (IFPI) | 8                 |
| Holland (Single Top 100)                          | 26                |
| Italien (FIMI)                                    | 11                |
| Japan (Japan Hot 100)                             | 12                |
| Malaysia (RIM)                                    | 8                 |
| New Zealand (RIANZ)                               | 20                |
| Schweiz (Schweizer Hitparade)                     | 21                |
| Slovakiet (Singles Digitál Top 100)               | 5                 |
| Singapore (RIAS)                                  | 24                |
| Spanien (PROMUSICAE)                              | 26                |
| Storbritannien Singles (Official Charts Company)  | 45                |
| Sverige (Sverigetopplistan)                       | 33                |
| Ungarn (Single Top 40)                            | 4                 |
| Ungarn (Stream Top 40)                            | 3                 |
| USA Billboard Hot 100                             | 33                |
| USA Hot Rock Songs (Billboard)                    | 4                 |
| Østrig (Ö3 Austria Top 40)                        | 30                |

| Hitlister (1975)                | Placering |
| ------------------------------- | --------- |
| Storbritannien Singler (BMRB)   | 22        |
| Hitlister (1976)                | Placering |
| Canada RPM Top 100              | 6         |
| Storbritannien Singler (BMRB)   | 35        |
| USA Billboard Hot 100           | 18        |
| USA Cash Box Singles            | 52        |
| Hitlister (1991)                | Placering |
| Storbritannien Singler (Gallup) | 2         |
| Hitlister (1992)                | Placering |
| New Zealand (Recorded Music NZ) | 41        |
| Storbritannien Singler (Gallup) | 15        |
| USA Billboard Hot 100           | 39        |
| USA Cash Box Singles            | 22        |
| Hitlister (2018)                | Placering |
| USA Hot Rock Songs (Billboard)  | 31        |

| Hitlister (1970–79)          | Placering |
| ---------------------------- | --------- |
| Storbritannien Singler (OCC) | 7         |

| Hitlister (2018)      | Placering |
| --------------------- | --------- |
| USA Billboard Hot 100 | 517       |

## Salg og certificering
| Land | Certificering | Salg       |
| --- | ------------- | ---------- |
| Danmark (IFPI Danmark) | Platin        | 10.000^    |
| Tyskland (BVMI) | Guld          | 250.000^   |
| Italien (FIMI) | 3× Platin     | 150,000    |
| New Zealand (RMNZ) | 2× Platin     | 30.000*    |
| Spanien (PROMUSICAE) | Guld          | 10.000^    |
| Storbritannien (BPI) | Platin        | 2,540,604  |
| USA (RIAA) (fysisk) | Guld          | 1.000.000^ |
| USA (RIAA) (digital) | 7× Platin     | 4.445.000  |
| *Salgstal baseret på certificering alene. · ^Forsendelsestal baseret på certificering alene. · xUspecificerede tal baseret på certificering alene. · Salgstal+streamingtal baseret på certificering alene. |               |            |

 Siden maj 2013 har RIAA certifikationer for digitale singler inkluderet on-demand lyd og/eller musikvideo streaming, foruden downloading.

## Queen-kommentarer til sangen
| Citat           | Jeg kommer til at ødelægge nogle illusioner, for det var bare en af de sange jeg skrev til albummet: jeg skrev bare min del af sangene. I dens tidlige stadier var jeg lige ved at forkaste den, men så voksede den. Vi blev så småt enige om en single omkring halvvejs gennem processen. Der var nogle få med i kapløbet – vi tænkte på "The Prophets Song" en overgang – med så virkede "Bohemian Rhapsody" som den rigtige. På et tidspunkt ville de andre tage lidt ud af den, men det afviste jeg. Hvis den skulle udgives, skulle det være i sin helhed. Vi vidste, at det ville være risikabelt, men vi troede så meget på sangen – jeg gjorde i hvert fald. Jeg følte, inderst inde, at hvis den fik succes, ville den give en masse respekt. Folk sagde alt muligt som: "Du er skør, de vil aldrig spille den, man vil bare høre de første få takter, og så vil de fade den ud." Vi havde flere sammenstød. EMI var chokerede – en seks minutters single? I må lave sjov! Det samme i Amerika – åh, I klarede det kun lige i Storbritannien. | Citat |
| Freddie Mercury | |       |

| Citat       | Da vi var færdige med albummet, Night at the Opera-albummet, var det den sang, som vi syntes, at vi skulle udgive som det første singleudspil i England. Og da vi udgav den i England, troede vi ikke nødvendigvis, at den også ville blive udgivet i USA, fordi vi ved, helt herovre, du ved, at AM-smagen er endnu mere [tøver] streng. Vi havde nogle tanker om, også til brug for England, at klippe den ned, men vi lyttede til den om og om igen, og vi kunne simpelt hen ikke på nogen måde klippe i den. Vi prøvede med nogle enkelte ideer, men hver gang vi klippede i den, mistede vi noget af sangen, så vi blev nødt til at beholde den i fuldt omfang. Og heldigvis gav det pote alligevel. | Citat |
| John Deacon | |       |